# Lancaster Caramel Company
Lancaster Caramel Company fue una compañía especializada en la realización de caramelos y dulces. La compañía, radicada en Lancaster, Pennsylvania fue fundada por Milton S. Hershey en el año 1886. La Lancaster Caramel Company fue la primera compañía de caramelos, de una serie de ellas, creada por Hersey que tuvo éxito, éste fue la reputation.  La Hershey Chocolate Company fue inicialmente una empresa subsidiaria de la Lancaster Caramel Company en 1894. Hersey debido a su visionaria idea de elaboración del chocolate vendió la compañía por un contrato de $1 millón en 1900 a la American Caramel Company, manteniendo el control sobre la Hershey Chocolate Company debido a su sensación de que el mercado del chocolate iba a sufrir un fuerte incremento en su demanda.  The American Caramel Company fue creada el 28 de marzo de 1889 cuando la Breisch-Hine Co. of Philadelphia y la P. C. Wiest Co. de York, Pennsylvania se fusionaron.  Tras la adquisición de la Lancaster Caramel Company en 1900, la American Caramel Company logró hacerse famosa incluyendo en sus productos promocionales cromos de jugadores de baloncesto en sus caramelos. Con la adquisición de la Lancaster Caramel Company, la American Caramel Company creció hasta lograr el control del 90% de la producción de caramelos de Estados Unidos.